# Persone di nome Marija
| Questa pagina contiene informazioni ricavate automaticamente dalle voci biografiche con l'ausilio del template Bio e di un bot. L'aggiornamento è periodico e automatico e ricostruisce completamente la pagina. Se manca una persona in questa lista, sei pregato di non aggiungerla, ma accertati piuttosto che la sua voce biografica contenga il template Bio e che i dati anagrafici siano correttamente compilati. Se il template Bio manca, inseriscilo tu stesso o, in alternativa, metti l'avviso {{tmp\|Bio}} che ne segnala la mancanza. Se i dati riportati sono sbagliati, correggi direttamente la voce biografica; le modifiche saranno visibili in questa lista entro pochi giorni. Per chiarimenti vedi il progetto antroponimi. La lista contiene solo le 179 persone che sono citate nell'enciclopedia e per le quali è stato implementato correttamente il template Bio. Pagina aggiornata al 16 ott 2024. |

Questa è una lista di persone presenti nell'enciclopedia che hanno il prenome Marija, suddivise per attività principale.

## Alpiniste(1)
- Marija Preobraženskaja, alpinista russa (Kostroma, n. 1863 - † 1932)

## Altiste(3)
- Marija Lasickene, altista russa (Prochladnyj, n. 1993)
- Marija Pisareva, altista sovietica (n. 1933 - † 2023)
- Marija Vuković, altista montenegrina (Tenin, n. 1992)

## Anarchiche(1)
- Marija Nikiforova, anarchica ucraina (Aleksandrovsk, n. 1885 - Sebastopoli, † 1919)

## Antropologhe(1)
- Birutė Galdikas, antropologa, climatologa e ambientalista canadese (Wiesbaden, n. 1948)

## Archeologhe(1)
- Marija Gimbutas, archeologa e linguista lituana (Vilnius, n. 1921 - Los Angeles, † 1994)

## Atlete paralimpiche(1)
- Marija Pomazan, atleta paralimpica ucraina (Zaporižžja, n. 1988)

## Attrici(7)
- Maria Baxa, attrice jugoslava (Osijek, n. 1946 - Belgrado, † 2019)
- Marija Barabanova, attrice sovietica (San_Pietroburgo, n. 1911 - Mosca, † 1993)
- Marija Ermolova, attrice russa (Mosca, n. 1853 - Mosca, † 1928)
- Marija Germanova, attrice e regista russa (Mosca, n. 1883 - Parigi, † 1940)
- Marija Karan, attrice serba (Belgrado, n. 1982)
- Maša Maškova, attrice russa (Novosibirsk, n. 1985)
- Marija Uspenskaja, attrice e insegnante russa (Tula, n. 1876 - Los Angeles, † 1949)

## Attrici teatrali(1)
- Marija Kostjantynivna Zan'kovec'ka, attrice teatrale ucraina (Zan'ky, n. 1854 - Kiev, † 1934)

## Aviatrici(2)
- Marija Dolina, aviatrice sovietica (Šarovka, n. 1922 - Kiev, † 2010)
- Marija Vasil'evna Smirnova, aviatrice sovietica (Vorob'ëvo, n. 1920 - Tver', † 2002)

## Biatlete(3)
- Marija Manolova, ex biatleta bulgara (Čepelare, n. 1963)
- Marija Panfilova, ex biatleta e fondista russa (n. 1987)
- Marija Strelenko, biatleta russa (Leningrado, n. 1976 - San Pietroburgo, † 2011)

## Calciatrici(3)
- Marija Banusic, calciatrice svedese (Uppsala, n. 1995)
- Marija Milinković, calciatrice bosniaca (n. 2004)
- Marija Vukčević, calciatrice montenegrina (Podgorica, n. 1986)

## Canoiste(1)
- Marija Šubina, ex canoista sovietica (n. 1930)

## Cantanti(11)
- Marija Alëchina, cantante e attivista russa (Mosca, n. 1988)
- Mary Gu, cantante russa (Pochvistnevo, n. 1993)
- Marija Ilieva, cantante bulgara (Veliko Tărnovo, n. 1977)
- Marija Jaremčuk, cantante ucraina (Černivci, n. 1993)
- Marija Naumova, cantante lettone (Riga, n. 1973)
- Maja Nikolić, cantante serba (Niš, n. 1976)
- Marija Šestić, cantante bosniaca (Banja Luka, n. 1987)
- Marija Sur, cantante ucraina (Zaporižžja, n. 2004)
- Anželika Varum, cantante e attrice russa (Leopoli, n. 1969)
- Youddiph, cantante russa (Mosca, n. 1973)
- Marija Šerifović, cantante serba (Kragujevac, n. 1984)

## Cestiste(13)
- Marija Čerepanova, cestista russa (Iževsk, n. 1987)
- Marija Erić, ex cestista serba (Belgrado, n. 1983)
- Marija Kalmykova, ex cestista russa (Rjazan', n. 1978)
- Marija Kosturkova, cestista bulgara (Sofia, n. 1997)
- Marija Leković, cestista montenegrina (n. 2003)
- Marija Mićović, ex cestista serba (Belgrado, n. 1982)
- Marija Stepanova, ex cestista russa (Michajlovsk, n. 1979)
- Marija Stojanova, ex cestista bulgara (n. 1947)
- Marija Tonković, ex cestista jugoslava (n. 1959)
- Marija Uzelac, ex cestista jugoslava (Kula, n. 1958)
- Marija Vadeeva, cestista russa (Mosca, n. 1998)
- Marija Veger, ex cestista jugoslava (Novi Sad, n. 1947)
- Marija Vrsaljko, ex cestista croata (Zara, n. 1989)

## Cicliste su strada(1)
- Marija Novolodskaja, ciclista su strada e pistard russa (Velikij Novgorod, n. 1999)

## Conduttrici televisive(1)
- Marija Jefrosinina, conduttrice televisiva ucraina (Kerč', n. 1979)

## Danzatrici(4)
- Marija Aleksandrovna Aleksandrova, ballerina russa (n. 1978)
- Marija Ermačkova, ballerina, personaggio televisivo e coreografa russa (Mosca, n. 1984)
- Maria Petipa, ballerina russa (San Pietroburgo, n. 1836 - Pjatigorsk, † 1882)
- Marie Petipa, ballerina russa (San Pietroburgo, n. 1857 - Parigi, † 1930)

## Discobole(2)
- Marija Tolj, discobola croata (Sabbioncello, n. 1999)
- Marija Vergova-Petkova, ex discobola bulgara (Plovdiv, n. 1950)

## Fondiste(2)
- Marija Gusakova, fondista sovietica (n. 1931 - San Pietroburgo, † 2022)
- Marija Istomina, fondista russa (n. 1997)

## Geologhe(1)
- Marija Klënova, geologa russa (Irkutsk, n. 1898 - Mosca, † 1976)

## Giavellottiste(1)
- Marija Abakumova, giavellottista russa (Stavropol', n. 1986)

## Ginnaste(13)
- Marija Bondareva, ginnasta russa (Frjazino, n. 1999)
- Marija Charenkova, ginnasta russa (Rostov sul Don, n. 1998)
- Marija Filatova, ex ginnasta sovietica (Leninsk-Kuzneckij, n. 1961)
- Marija Gorochovskaja, ginnasta sovietica (Eupatoria, n. 1921 - Tel Aviv, † 2001)
- Marija Kravcova, ginnasta russa (Omsk, n. 2000)
- Marija Krjučkova, ginnasta russa (Rostov sul Don, n. 1988 - Rostov sul Don, † 2015)
- Marija Paseka, ex ginnasta e allenatrice di ginnastica artistica russa (Mosca, n. 1995)
- Marija Petrova, ginnasta bulgara (Plovdiv, n. 1975)
- Marija Pobeduškina, ginnasta russa (Mosca, n. 2002)
- Marija Sergeeva, ginnasta russa (San Pietroburgo, n. 2001)
- Marija Titova, ex ginnasta russa (Zarečnyj, n. 1997)
- Marija Tolkačëva, ginnasta russa (Orechovo-Zuevo, n. 1997)
- Marija Vysočans'ka, ginnasta ucraina (Leopoli, n. 2002)

## Giornaliste(2)
- Marija Jurić Zagorka, giornalista, scrittrice e attivista croata (Negovec, n. 1873 - † 1957)
- Marija Pevčich, giornalista e editorialista russa (Zelenograd, n. 1987)

## Imperatrici(2)
- Dagmar di Danimarca, imperatrice danese (Copenaghen, n. 1847 - Hvidovre, † 1928)
- Marija Temrjukovna, imperatrice russa (Nal'čik - Aleksandrov, † 1569)

## Insegnanti(1)
- Marija Aleksandrovna Blank, insegnante russa (San Pietroburgo, n. 1835 - Pietrogrado, † 1916)

## Lottatrici(2)
- Marija Kuznecova, lottatrice russa (Novočeboksarsk, n. 1997)
- Marija Stadnyk, lottatrice ucraina (Leopoli, n. 1988)

## Mecenati(1)
- Marija Nikolaevna Romanova, mecenate e collezionista d'arte russa (Pavlovsk, n. 1819 - San Pietroburgo, † 1876)

## Mezzofondiste(1)
- Marija Savinova, mezzofondista russa (Čeljabinsk, n. 1985)

## Militari(4)
- Marija Leont'evna Bočkarëva, militare russa (Governatorato di Novgorod, n. 1889 - Krasnojarsk, † 1920)
- Marija Nikitična Cukanova, militare sovietica (Omsk, n. 1924 - Chongjin, † 1945)
- Marija Vasil'evna Oktjabr'skaja, militare sovietica (Kijat, n. 1902 - Smolensk, † 1944)
- Marija Polivanova, militare sovietica (Naryškino, n. 1922 - Sutoki, † 1942)

## Modelle(1)
- Marija Vujović, modella montenegrina (Podgorica, n. 1985)

## Nobildonne(12)
- Marija Nikolaevna Raevskaja, nobildonna russa (n. 1806 - † 1863)
- Marija Osipovna Zakrevskaja, nobildonna russa (n. 1741 - San Pietroburgo, † 1800)
- Marija Andreevna Matveeva, nobildonna russa (n. 1699 - † 1788)
- Marija Ėlimovna Meščerskaja, nobildonna russa (n. 1844 - † 1868)
- Marija Konstatinovna Naryškina, nobildonna russa (n. 1861 - Parigi, † 1929)
- Marija Aleksandrovna Potocka, nobildonna russa (n. 1807 - † 1845)
- Marija Aleksandrovna Puškina, nobildonna russa (San Pietroburgo, n. 1832 - Mosca, † 1919)
- Marija Alekseevna Senjavina, nobildonna russa (n. 1762 - San Pietroburgo, † 1822)
- Marija Grigor'evna Stroganova, nobildonna russa (San Pietroburgo, n. 1857 - † 1920)
- Marija Vasil'evna Vasil'čikova, nobildonna russa (Mosca, n. 1779 - Parigi, † 1844)
- Marija Arkad'evna Vjazemskaja, nobildonna russa (San Pietroburgo, n. 1819 - Tbilisi, † 1889)
- Marija Antonovna Czetwertyński-Światopełk, nobildonna polacca (Varsavia, n. 1779 - Starnberg, † 1854)

## Nobili(9)
- Marija Pavlovna Romanova, nobile russa (San Pietroburgo, n. 1890 - Isola di Mainau, † 1958)
- Marija Vladimirovna Dolgorukova, nobile russa (n. 1601 - † 1625)
- Marija Michajlovna Romanova, nobile russa (Mosca, n. 1825 - Vienna, † 1846)
- Marija Perekusichina, nobile e scrittrice russa (Rjazan', n. 1739 - San Pietroburgo, † 1824)
- Marija Aleksandrovna Romanova, nobile russa (Carskoe Selo, n. 1853 - Zurigo, † 1920)
- Marija Nikolaevna Romanova, nobile e santa russa (Peterhof, n. 1899 - Ekaterinburg, † 1918)
- Marija Skobcova, nobile, poetessa e religiosa russa (Riga, n. 1891 - Campo di concentramento di Ravensbrück, † 1945)
- Marija Pavlovna Romanova, nobile russa (San Pietroburgo, n. 1786 - Weimar, † 1859)
- Marija Kirillovna Romanova, nobile russo (Coburgo, n. 1907 - Madrid, † 1951)

## Nuotatrici(7)
- Marija Gromova, sincronetta russa (Mosca, n. 1984)
- Marija Kameneva, nuotatrice russa (Orenburg, n. 1999)
- Marija Kiselëva, sincronetta e politica russa (Samara, n. 1974)
- Marija Nemčinova, nuotatrice artistica russa (n. 1998)
- Marija Salmina, nuotatrice artistica russa (n. 1997)
- Marija Temnikova, nuotatrice russa (Ekaterinburg, n. 1995)
- Marija Šuročkina, sincronetta russa (Mosca, n. 1995)

## Ostacoliste(1)
- Marija Golubničaja, ostacolista sovietica (Dubovka, n. 1924 - † 2015)

## Pallamaniste(2)
- Marija Jovanović, ex pallamanista montenegrina (Podgorica, n. 1985)
- Marija Sidorova, pallamanista russa (Balašicha, n. 1979)

## Pallanuotiste(1)
- Marija Korolëva, ex pallanuotista russa (Čeljabinsk, n. 1974)

## Pallavoliste(5)
- Marija Borodakova, ex pallavolista russa (Nižnij Novgorod, n. 1986)
- Marija Duskrjadčenko, pallavolista kazaka (Alma-Ata, n. 1984)
- Marija Filipova, pallavolista bulgara (Sofia, n. 1982)
- Marija Karakaševa, pallavolista bulgara (Razlog, n. 1988)
- Marija Petrovikj, pallavolista macedone (Skopje, n. 1987)

## Partigiane(2)
- Marija Bursać, partigiana jugoslava (Drvar, n. 1920 - Vidovo Selo, † 1943)
- Maria Rudolf, partigiana slovena (Gorizia, n. 1926 - Opicina, † 2012)

## Pattinatrici artistiche su ghiaccio(4)
- Marija Butyrskaja, ex pattinatrice artistica su ghiaccio russa (Mosca, n. 1972)
- Marija Muchortova, pattinatrice artistica su ghiaccio russa (Leningrado, n. 1985)
- Marija Petrova, ex pattinatrice artistica su ghiaccio russa (Leningrado, n. 1977)
- Marija Sotskova, ex pattinatrice artistica su ghiaccio russa (Reutov, n. 2000)

## Pianiste(1)
- Marija Veniaminovna Judina, pianista sovietica (Nevel', n. 1899 - Mosca, † 1970)

## Pittrici(3)
- Marija Konstantinovna Baškirceva, pittrice, scultrice e scrittrice russa (Gavroncy, n. 1858 - Parigi, † 1884)
- Marija Prymačenko, pittrice ucraina (Bolotnja, n. 1909 - † 1997)
- Marija Marevna Vorob'ëv, pittrice russa (Čeboksary, n. 1892 - Londra, † 1984)

## Poetesse(1)
- Mirra Lochvickaja, poetessa russa (San Pietroburgo, n. 1869 - San Pietroburgo, † 1905)

## Politiche(6)
- Marija Butina, politica e giornalista russa (Barnaul, n. 1988)
- Marija Gabriel, politica bulgara (Goce Delčev, n. 1979)
- Marija Gajdar, politica russa (Mosca, n. 1982)
- Marija L'vova-Belova, politica e attivista russa (Penza, n. 1984)
- Marija Pejčinović Burić, politica croata (Mostar, n. 1963)
- Marija Zacharova, politica, funzionaria e giornalista russa (Mosca, n. 1975)

## Registi(1)
- Marija Nikolaevna Fёdorova, regista sovietico (Velikie Luki, n. 1920 - Mosca, † 1968)

## Religiose(1)
- Marija Petković, religiosa croata (Blatta, n. 1892 - Roma, † 1966)

## Rivoluzionarie(5)
- Marija Aleksandrovna Kolenkina, rivoluzionaria russa (Lebedjan', n. 1850 - Irkutsk, † 1926)
- Marija Nikolaevna Ošanina, rivoluzionaria russa (Pokrovskoe, n. 1852 - Parigi, † 1898)
- Marija Aleksandrovna Spiridonova, rivoluzionaria russa (Tambov, n. 1884 - Orël,, † 1941)
- Marija Dmitrievna Subbotina, rivoluzionaria russa (Preobraženskoe, n. 1854 - Novouzensk, † 1878)
- Marija Il'inična Ul'janova, rivoluzionaria, politica e giornalista russa (Simbirsk, n. 1878 - Mosca, † 1937)

## Scacchiste(1)
- Marija Muzyčuk, scacchista ucraina (Leopoli, n. 1992)

## Schermitrici(1)
- Marija Mazina, ex schermitrice russa (Mosca, n. 1964)

## Sciatrici alpine(1)
- Marija Bedarëva, ex sciatrice alpina russa (Il'pyrskoe, n. 1992)

## Scrittrici(3)
- Marija Matios, scrittrice e poetessa ucraina (Roztoky, n. 1959)
- Šatrijos Ragana, scrittrice, educatrice e umanista lituana (Rietavas, n. 1877 - Židikai, † 1930)
- Marko Vovčok, scrittrice ucraina (Ekaterininskoe, n. 1833 - Nal'čik, † 1907)

## Scultrici(1)
- Marija Marković, scultrice serba (Belgrado, n. 1982)

## Skeletoniste(1)
- Marija Orlova, skeletonista russa (Leningrado, n. 1988)

## Snowboarder(2)
- Marija Tichvinskaja, snowboarder russa (Leningrado, n. 1970)
- Marija Vasil'cova, snowboarder russa (Novosibirsk, n. 1995)

## Soprani(1)
- Marija Nikolaevna Kuznecova, soprano e ballerina russa (Odessa, n. 1880 - Parigi, † 1966)

## Storiche(1)
- Marija Pirjevec, storica, traduttrice e scrittrice italiana (Sesana, n. 1941)

## Taekwondoka(1)
- Marija Štetić, taekwondoka croata (n. 1994)

## Tenniste(5)
- Marija Goloviznina, ex tennista russa (n. 1979)
- Marija Kirilenko, ex tennista russa (Mosca, n. 1987)
- Marija Kondrat'eva, ex tennista russa (n. 1982)
- Marija Korytceva, ex tennista ucraina (Kiev, n. 1985)
- Marija Timofeeva, tennista russa (Mosca, n. 2003)

## Tiratrici a segno(1)
- Marija Grozdeva, tiratrice a segno bulgara (Sofia, n. 1972)

## Tripliste(1)
- Marija Šestak, ex triplista jugoslava (Kragujevac, n. 1979)

## Tuffatrici(1)
- Marija Poljakova, tuffatrice russa (n. 1997)

## Velociste(3)
- Marija Itkina, velocista sovietica (Roslavl', n. 1932 - Minsk, † 2020)
- Marija Pinigina, ex velocista sovietica (İvanovka, n. 1958)
- Marija Rjemjen', velocista ucraina (Makiïvka, n. 1987)

## Senza attività specificata(6)
- Marija Komissarova, ex sciatrice freestyle russa (Leningrado, n. 1990)
- Marija Il'inična Miloslavskaja,  russa (Mosca, n. 1625 - Mosca, † 1669)
- Marija Fëdorovna Nagaja,  russa (n. 1553)
- Marija Vladimirovna Romanova,  russo (Madrid, n. 1953)
- Marija Grigor'evna Skuratova-Bel'skaja,  russa (Mosca, † 1605)
- Marija L'vovna Tolstaja,  russa (n. 1871 - Jasnaja Poljana, † 1906)